# WSK M06 B3
La M06 B3 è una motocicletta polacca, dotata di propulsore a due tempi, prodotta dalla WSK.

## Descrizione
Moto sprovvista di miscelatore e quindi con lubrificazione a miscela nel serbatoio benzina al 3,5% e di forcelle con copertura metallica.
Questa moto dal 1971 al 1973 fu disponibile in una sola versione e non presentava estensioni del nome, poi venne sostituita da versioni più aggiornate e differenziate tra loro.

## Gil
Prodotta dal 1974 al 1980, si distingue dalla prima versione base "M06 B3" per il nuovo portaoggetti.

## Bąk
Prodotta dal 1975 al 1977, si distingue dalla versione Gil per l'assenza della protezione delle forcelle, per il manubrio alto stile chopper, il nuovo portaoggetti, mentre lo scarico è alto vicino alla sella, arricchito da un paracalore, questa è una moto scrambler.

## Lelek
Prodotta dal 1975 al 1977, si distingue dalla versione Gil per l'assenza della protezione delle forcelle, per via del parafango montato sotto le piastre di sterzo e non vicino alla ruota, come sulle moto da enduro.

## Kos
Prodotta dal 1979 al 1985, si distingue dalla versione Gil per l'assenza della protezione delle forcelle e per il diverso collegamento del parafango.

## Kraska o Sport
Prodotta per il solo 1978, si distingue dalla versione Gil, per l'assenza della protezione delle forcelle, per via dello scarico e portaoggetti identici alla "Bąk", per la sella più ridefinita e ricca di cuciture e il serbatoio maggiorato a 13 litri, adatta per lo Speedway.